# Кобаяси, Джордж
Джордж Кобаяси (яп. 小林 ジョージ; порт. George Kobayashi; род. 29 ноября 1947, Сан-Паулу) — бразильский и японский футболист. Выступал за сборную Японии.

## Клубная карьера
Кобаяси родился в Сан-Паулу, а в 1971 году переехал в Японию, где стал игроком «Сересо Осака» (ранее — «Янмар Дизель»). В составе клуба становился чемпионам страны в 1971, 1974 и 1975 годах. А в 1974 году стал обладателем Кубка императора. В 1976 году завершил карьеру. Кобаяси провел 92 матча и забил 7 голов в чемпионате. Он дважды был включен в символическую сборную лиги по итогам сезонов 1974 и 1975 годов.

## Выступления в сборной
16 июля 1972 года Кобаяси дебютировал за сборную Японии против Шри-Ланки. После этого он провел ещё две игры, и на этом завершил выступления за национальную команду.

## Статистика в сборной
| Сборная Японии | Сборная Японии | Сборная Японии |
| Год            | Игры           | Голы           |
| -------------- | -------------- | -------------- |
| 1972           | 3              | 0              |
| Итого          | 3              | 0              |

## Личные достижения
- Символическая сборная чемпионата Японии — 1974, 1975